# Otto Kässbohrer
Otto Kässbohrer (* 26. Januar 1904 in Ulm; † 20. Juni 1989 ebenda) war ein deutscher Unternehmer und Fahrzeugkonstrukteur. 1951 baute er einen der ersten selbsttragenden Omnibusse.

## Leben
Kässbohrer absolvierte seine Lehre als Wagner ab 1919 in der 1893 von seinem Vater Karl Heinrich Kässbohrer gegründeten „Wagenfabrik Kässbohrer“. 1922 schloss er diese mit dem Gesellenbrief ab. Als der Vater am 26. Dezember desselben Jahres starb, übernahm er gemeinsam mit seinem Bruder Karl die Leitung der Firma mit 20 Mitarbeitern. Sein älterer Bruder absolvierte zu der Zeit ein Ingenieursstudium. Zu dieser Zeit war das Unternehmen bereits auf öffentliche Verkehrsmittel spezialisiert. Im Jahr 1928 kaufte Kässbohrer die in Schwierigkeiten geratene Ulmer Karosseriefabrik Neuer&Thieme. Kässbohrer entschied sich zur Spezialisierung auf Omnibusse, Anhänger und Aufbauten. Zwanzig Jahre später heiratete Otto Kässbohrer seine Frau Kathi Kemnitz. Im selben Jahr wurde er in den Vorstand des Verbands der Automobilindustrie berufen.
1951 gelang es ihm, unter dem Markennamen Setra (für SElbstTRAgend), einen der ersten Omnibusse zu bauen, der keinen Aufbau mehr auf einem Lkw-Gestell hatte, sondern sich – analog zur Entwicklung im Pkw-Bau – mittels eines Aluminiumgerippes selbst trug. Anlässlich der Internationalen Automobil-Ausstellung in Frankfurt stellt Kässbohrer auf dem Firmengelände eines Kässbohrer-Generalvertreters den ersten Omnibus mit selbsttragender Karosserie, den Setra S8, vor. 1953 folgte die Vorstellung des ersten Gelenkbusses Europas für den Stadtlinienverkehr, in dem 170 Personen Platz fanden. Ein Jahr darauf lieferte Kässbohrer die ersten dreiachsigen Hochdeckerbusse „Silver Eagle“ und „Golden Eagle“ in die USA.
Im Jahr 1973 starb der Mitinhaber Karl Kässbohrer, Otto Kässbohrer übernahm die alleinige Führung des Unternehmens. Vier Jahre später spendete Kässbohrer ein Fenster für das Ulmer Münster, das Fenster der Erfüllung. 1978 bekam er von seiner Heimatstadt Ulm in Würdigung seines Engagements für die Belange der Stadt die Bürgermedaille verliehen.
1982 übergab Otto Kässbohrer den Vorsitz in der Geschäftsführung der Firma an seine Neffen Karl und Heinrich Kässbohrer. 1984 rief er die Otto Kässbohrer Stiftung ins Leben. Die Stiftung unterstützt unter anderem unverschuldet in Not geratene Betriebsangehörige. 1989 erhielt Otto Kässbohrer anlässlich seines 85. Geburtstags die Albrecht-Berblinger-Medaille, am 20. Juni des gleichen Jahres starb er.

## Rezeption
Zur Erinnerung an den „Setra-Erfinder“ legte EvoBus 2004 zum hundertsten Geburtstag Kässbohrers die Sonderserie „100 Jahre Otto Kässbohrer“ auf.